# Gustav Algård
Gustav (Gustavo) Adolf Fredrik Algård, född 25 mars 1892 i Stockholm, död 7 maj 1965 i New York eller Stockholm, var en svensk konsul, grosshandlare och tomtmäklare.

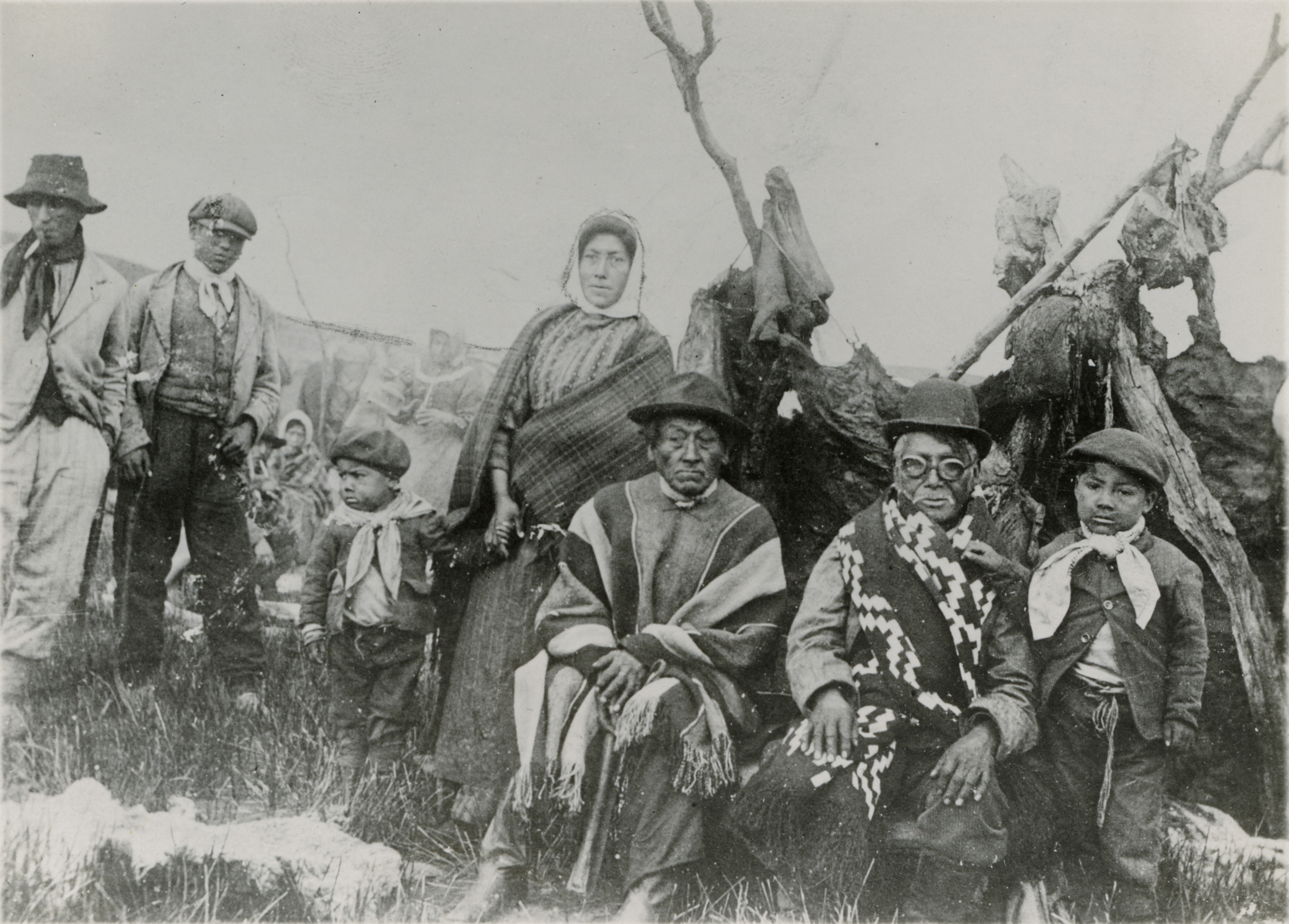
Araukaner. Malleo, Neuquén, Argentina, 1920. Ur Etnografiska museets bildarkiv. Foto: Gustav Algård.

## Biografi
Gustav Algård var son till Per Fredrik Nils Andersson (1850–1918) och Hedvig Bernhardina (Dina) Hellborg (1859–1947). Han var först gift med Ella Bäckström (1887–1921) och de fick sonen Gösta Algård (1919–1990) som föddes i Argentina. Han gifte om sig 20 november 1923 med Anna Maria Alberta Bohlin (1899–1960) och de fick barnen Ann-Britt Algård-Hellberg (1923–2010), Claes-Olof Algård (1925–2006) och Christel Ekström (1931–2002).
Han tillbringade åren 1912–1920 i Nord- och Sydamerika. Som konsul representerade han Sverige i Mexiko och Argentina.
I början av 1930-talet var han grosshandlare med bland annat företaget Allpäls som tillverkade pälsartiklar. Han var styrelseordförande i Waldemar Lindström AB, pälsberederi och färgeri i Gröndal, Stockholm, grundat 1941 under namnet Lindström & Lundberg AB.
Från slutet av 1930-talet fram till 1950-talet köpte han upp mark på Muskö och styckade upp fritidstomter. Många mindre jordbruksfastigheter omvandlades till fritidsområden och den gamla jordbruksbygden ersattes av fritidshusbebyggelse. Av de cirka 1,500 fritidshus som idag finns på ön har Algård förmodligen sålt 1,000. När Waxholmsbolaget 1938 upphörde med sin trafik till Muskö köpte Algård ett passagerarfartyg, då han för sin mäklarverksamhet behövde båttrafik till ön. Han kom att äga flera fartyg, bland andra ångslupen Ran II och Gustavsberg VI (vilken han döpte om till Muskö), och tog 1939–1947 över den reguljära båttrafiken till Muskö.
1942 köpte han fastigheten Edesnäs gård på Utö. I Evert Taubes arkiv på Göteborgs universitetsbibliotek finns ett brev från Algård daterat 14 september 1944, där han inbjuder Taube till en argentinsk "blot"-fest (asado criollo), antingen på Rånöhamn eller Edesnäs gård. Han medverkade också i en journalfilm från SF 1946 med titeln Argentinsk asado på Stallmästaregården.
1944 köpte han Furusund i Roslagen. Han sålde ett hundratal tomter på ön och skänkte innan sin död all mark som inte var tomtmark, även bryggor, brunnar och några mindre hus, till öns dåvarande vägförening, numera Furusunds samfällighetsförening.
1947 emigrerade han till USA. Han har donerat både föremål och fotografier från Argentina och Mexiko till Etnografiska museet i Stockholm och Världskulturmuseet i Göteborg. Han vilar i samma grav som sin första hustru Ella och äldsta sonen Gösta på Norra begravningsplatsen i Solna.